# Nieuw Hoograven
Nieuw Hoograven is een buurt in de wijk Zuid, subwijk Nieuw Hoograven-Bokkenbuurt, van de stad Utrecht. Het is een woonwijk die tot ontwikkeling is gekomen na de annexatie van de totale Polder Hoograven door de Gemeente Utrecht, per 1 januari 1954. Tot aan die datum behoorde Hoograven tot de gemeente Jutphaas.

## Onderscheid tussen oud en nieuw
Waar het westelijk deel van Hoograven, genaamd Oud Hoograven, bijna geheel bestaat uit lange straten met vooroorlogse woningbouw tot 1938, met veel donkerrode baksteen en houten vloeren, onderscheidt Nieuw Hoograven zich voornamelijk door het naoorlogse gebruik van gele baksteen, betonnen vloeren en de afwisseling tussen twee- tot drielaagsrijtjeshuizen en drie- tot vierlaagsflatgebouwen, in een stempelstructuur, te midden van veel groen. De enorme behoefte aan woon- en leefruimte, na de Tweede Wereldoorlog, leidde tot een razendsnel ontworpen wijk met veel sociale woningen, scholen, kerken en ruimte voor middenstanders. Na een eerste bouwgolf in 1954 werd er tot in 1967 flink gebouwd in Nieuw Hoograven.

## Nieuw Hoograven versus Hoograven-Zuid
Nieuw Hoograven wordt soms onterecht ook Hoograven-Zuid genoemd. Dit misverstand bestaat door de aanwezigheid van de 't Goylaan, die Hoograven-noord en -zuid van elkaar scheidt. Echter, Oud Hoograven lag al zowel in Hoograven-noord als -zuid, voordat de 't Goylaan werd aangelegd. We mogen dus ook van Nieuw Hoograven zeggen dat deze wijk zowel in Hoograven-noord als -zuid ligt. De exacte scheiding ligt, vanuit het zuiden, op de volgende straten: Liesbosweg, Hooft Graaflandstraat, Constant Erzeijstraat, Oranje Nassaulaan, Detmoldstraat, Aquamarijnlaan tot aan de Vaartsche Rijn. Ten noorden van de Aquamarijnlaan en oostelijk van de Detmoldstraat begint formeel de wijk Tolsteeg. Zowel Nieuw Hoograven als Oud Hoograven grenzen in het noorden dus aan Tolsteeg.

## Achterstandswijk
Nieuw Hoograven heeft een status gehad van urgentiewijk of lokale probleemwijk, de wijk stond in de top drie van meest zorgwekkende wijken van Utrecht, volgens officiële cijfers, gepubliceerd in 2003 en 2006. De kenmerken die aan deze status ten grondslag lagen, waren:
- bijna de helft van de bewoners heeft een recente migratieachtergrond (46%),
- de criminaliteit is erg hoog,
- veel lage inkomens (51%),
- weinig hoge inkomens (8%),
- de werkloosheid is relatief hoog (37%),
- veel sociale woningbouw en flats.

Hoograven is sinds die tijd veranderd door sloop van oude en verpauperde woningen en winkels en moderne vervangende nieuwbouw. Een voorbeeld is het zogenoemde Hart van Hoograven waarin woningen en winkels zijn gebouwd. Het noordelijk deel hiervan werd in 2010 in gebruik genomen, het zuidelijk deel zal daarna volgen.

## Religie
De moslimgemeenschap van Hoograven heeft in samenwerking met de Gemeente Utrecht in 2002 een moskee gebouwd en deze in 2003 in gebruik genomen. De moskee ligt in Hoograven-Zuid, naast de Marcuskerk en vlak bij de Maranathakerk.

## Verloop
Een aanzienlijk aantal flats is in gebruik als studentenwoningen. Veel voorheen sociale huurwoningen worden momenteel verkocht. De nieuwe eigenaren doen vaak hun best om de woningen op te knappen of uit te bouwen en hiermee te moderniseren. Hier zitten starters tussen die soms na enige jaren weer verder trekken, maar ook jonge stellen die hier hun gezin stichten. Senioren en gepensioneerden die deze huizen verlaten, hebben vaak al jaren in Hoograven gewoond en blijven daar ook graag wonen. Zij vinden vaak een nieuw onderkomen in het lokale Nieuw-Plettenburg, een combinatie van bejaardenwoningen en zelfstandige appartementen.

## Trivia
- Door Hoograven-Zuid liep de Romeinse Limes van oost naar west, richting Katwijk. In september 2011 hebben op een bouwterrein aan de Duurstedelaan, naast de moskee, archeologische opgravingswerkzaamheden plaats gehad. Men heeft hier, naast restanten van de Limes, overblijfselen van een veel oudere cultuur aangetroffen. Men vermoedt hierdoor dat er in Hoograven reeds 3000 jaar geleden sprake is geweest van bewoning.

Bokkenbuurt · Lunetten · Nieuw Hoograven · Oud Hoograven · Tolsteeg en Rotsoord